# Netoličtí z Turova
Netoličtí z Turova byla vladycká rodina, jejichž předkové byli Jan a Havel Netoličtí, kteří získali dne 11. června 1573 vladyctví a přídomek z Turova.

## Dějiny rodu
Jan Netolický z Turova působil ve službách Viléma z Rožmberka, kterého doprovázel na cestě do Polska, později byl do Polska vyslán s poselstvím ještě třikrát. Od roku 1576 působil jako purkrabí v Krumlově, kde roku 1577 zařídil bicí hodiny. Byl i literárně činný, napsal knihu „Křesťanský regiment, zpráva, kterak věrný křesťan modliti se má“ (v Praze 1577 a 1580). Jeho syn, též Jan, byl úředníkem panství Netolic, který v květnu 1583 dal příkaz ke stavbě zámku Kratochvíle. Protože bahnitá půda neskýtala základům pevnou oporu, byly použity olšové a dubové piloty, vbíjené do mokré půdy. O dalším postupu stavebních prací se nezachovaly podrobnější zprávy.
Je téměř jisté že k tomuto rodu patří i Eliáš Netolička, původem z Brna, který se účastnil stavovského povstání a Jan Netolička, který byl roku 1601 úředníkem panství Dačic.